# برد کارتر
بـِرَد کارتر (انگلیسی: Brad Carter؛ زادهٔ ۱۹۷۳ میلادی) بازیگر، گیتارنواز، نقاشی، عکاس اهل ایالات متحده آمریکا است.
از فیلم‌ها یا برنامه‌های تلویزیونی که وی در آن نقش داشته است، می‌توان به عشاء ربانی سیاه، از گور برخاسته، فرزندان آشوب و کارآگاه حقیقی اشاره کرد.